# Kamienica Ernesta Stockmara w Krakowie
Kamienica Ernesta Stockmara – zabytkowa kamienica, znajdująca się w Krakowie, w dzielnicy I przy ulicy Grodzkiej 22, na rogu z placem Dominikańskim 1, na Starym Mieście.

## Historia kamienicy
Kamienica została wybudowana w XV wieku. W XVII wieku została gruntownie przebudowana. W I połowie XIX wieku właścicielką budynku była Józefa Benda, która prowadziła na parterze kawiarnię. 12 października 1840 urodziła ona tu córkę Jadwigę Helenę, późniejszą aktorkę Helenę Modrzejewską. Kamienica znacznie ucierpiała podczas wielkiego pożaru Krakowa w 1850. Józefy Bendy nie było stać na odbudowę domu, więc odsprzedała go aptekarzowi Ernestowi Stockmarowi, wieloletniemu kuratorowi gminy ewangelickiej w Krakowie. Ostatnia przebudowa kamienicy miała miejsce w 1873. W 1959 w fasadę budynku wmurowano tablicę poświęconą Helenie Modrzejewskiej.
28 kwietnia 1967 kamienica została wpisana do rejestru zabytków. Znajduje się także w gminnej ewidencji zabytków.